# Red Lake (Ort, Minnesota)
Red Lake ist ein Census-designated place innerhalb des Lower Red Lake unorganized territory im Beltrami County im Norden des US-Bundesstaates Minnesota. Er liegt am Südufer des Lower Red Lake in einem Indianerreservat. Das U.S. Census Bureau hat bei der Volkszählung 2020 eine Einwohnerzahl von 1.786 ermittelt.
Red Lake geriet am 21. März 2005 ins Augenmerk der Weltöffentlichkeit, als an einer High School der Amokläufer Jeffrey Weise neun Personen tötete und sich dann selbst erschoss.
Die katholische Kirche von Red Lake ist der Heiligen Maria gewidmet.

## Söhne und Töchter des Orts
- Gary Sargent (* 1954), Eishockeyspieler und -scout